# イドリアレース

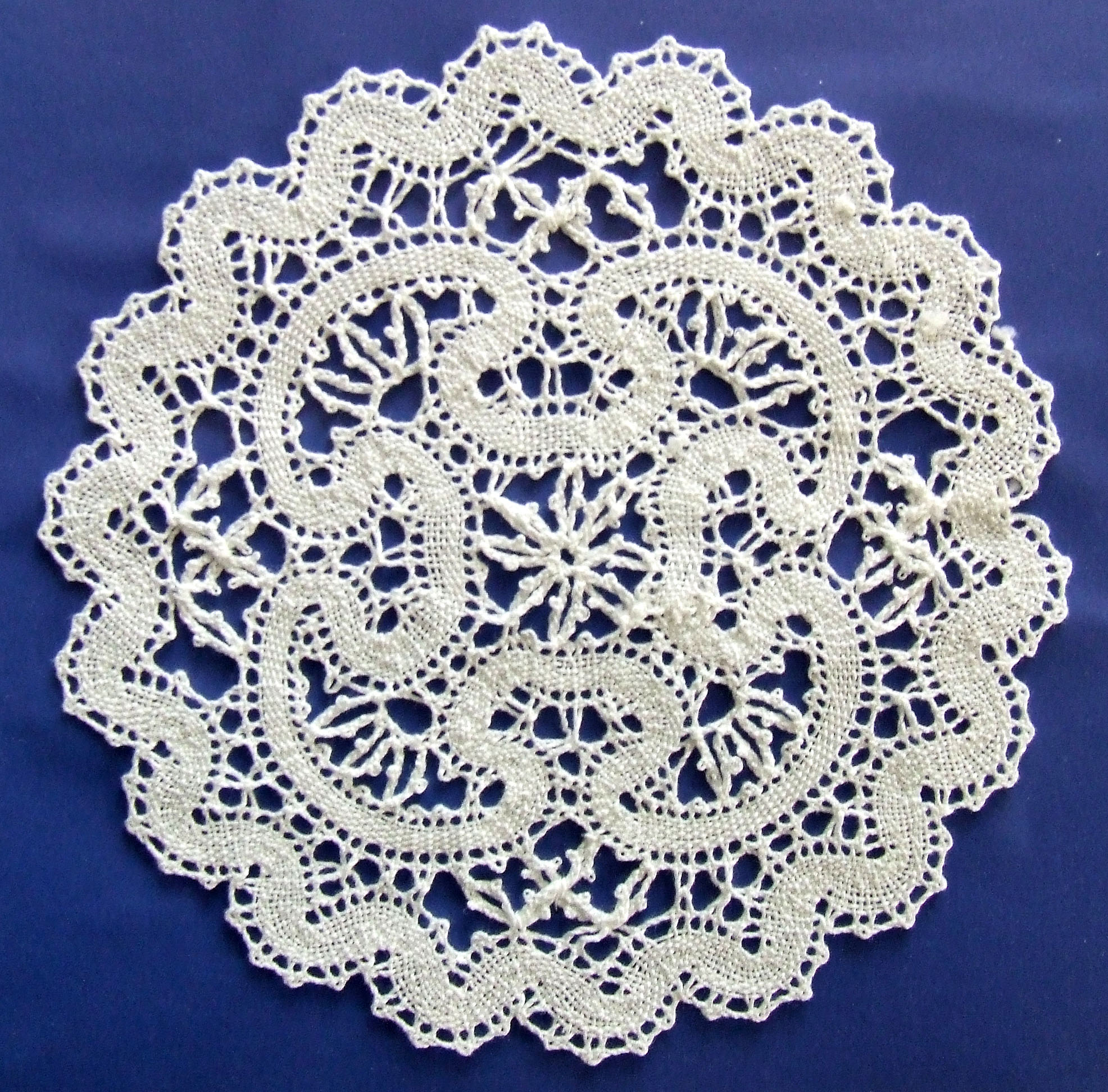
イドリアレース

イドリアレース は数百年前からイドリヤで作られているレースで、スロベニアの伝統的な民芸品である。この名前は、イドリヤ（旧名イドリア）という街から来ており、イドリヤはスロベニアのレースが作られる最古の街である。この街には1876年に創設されたレースを作る学校がある。
イドリアレースは数百年前からずっと受け継がれている技術があるが年を経るごとにだんだん変化または改善されている。特徴的なスルチュコウカ（ハート模様）、ポトンカ（牡丹）、ズィブカ（揺りかご）、などなどさまざまな技法がある。最も特徴的な技術は"リス"といい、それは6から8コのボビンで編んでいく伝統的なボビンレースである。スロベニアがまだオーストリア統治下にあった時代は、レースの形は丸かったり四角かったりしたが、第二次世界大戦後にイタリアの影響を受けて細長いレースも作られるようになった。